# Talat Khanlarov
Talat Khanlarov (en azéri :  Tələt Ağasıbəy oğlu Xanlarov; né le 26 août 1927 à Bakou et mort le 14 avril 2004 à Bakou) est un architecte soviétique et azerbaïdjanais, académicien, architecte émérite de la RSS d'Azerbaïdjan (1975), vice-président de l'Académie internationale d'architecture des pays de l'Est.

## Biographie
Talat Aghasibey oglu Khanlarov est un descendant d'anciens nobles de Bakou.
Talat Khanlarov est diplômé de l'Institut polytechnique d'Azerbaïdjan en 1956.
En 1956-1992, il travaille comme architecte, architecte en chef du projet, chef du département d'architecture et de conception n°2, architecte en chef de l'institut du Comité national de construction et d'architecture « Azerbaïdjan » et crée les principaux œuvres d'auteur.

## Parcours professionnel
Depuis 1992, il dirige « l'Atelier créatif de l'académicien T. A. Khanlarov » et construit la mosquée « Imam Reza », le complexe de l'Université islamique du Caucase, la mosquée Juma dans le district de Narimanov, le bâtiment résidentiel du bureau du procureur, plusieurs bâtiments administratifs et résidentiels de Bakou et de ses environnements.
Au cours des années 1967-2002, il travaille comme membre du conseil d'urbanisme du département architectural de l'autorité exécutive de la ville de Bakou.
Talat Khanlarov est l'auteur de plus de 60 projets, parmi lesquels : arène sportive nommée d'après Heydar Aliyev, station de métro Memar Ajami, Office central des statistiques, le centre de calcul du Département général des approvisionnements, autorités exécutives et bâtiments administratifs des districts Narimanov et Nizami, base olympique des rameurs à Mingatchevir, Palais de la culture "Chimiste" à Sumgayit, hôtel Tabriz au Nakhitchevan, etc.
Il est l'auteur des pierres tombales et des plaques commémoratives sur les bâtiments où vivaient Gara Garayev, Huseyn Djavid, Alovsat Guliyev et d'autres personnalités connues.
Il était un retraité présidentiel.

## Prix et récompenses
- Titre honorifique d'« Architecte émérite de la RSS d'Azerbaïdjan » — 14 avril 1975
- Ordonnance "Insigne d'honneur" (1980)[3]
- Ordre de « Gloire » — 19 avril  (2000)
- Pension personnelle du Président de la République d'Azerbaïdjan, depuis le 11 juin 2002.